# ガンジェロ・ハンコック
トレイシー・ガンジェロ・ハンコック（Tracy G'Angelo Hancock、1997年7月27日 - ）は、アメリカ合衆国コロラド州ファウンテン出身のプロレスラー、グレコローマンレスリング選手。2021年レスリング世界選手権では銅メダルを獲得。現在は、タビオン・ハイツ(Tavion Heights)のリングネームでWWEに所属している。

## 来歴

### グレコ・ローマン・レスリング
2016年、ハンコックは2016年リオデジャネイロオリンピックの出場を目指し、米国オリンピック選手団選考会に出場。98kg級では第3位となり、ブラジルのラウロ・デ・フレイタスで開催された2017年パンアメリカンレスリング選手権大会の98kg級で銅メダルの1つを獲得した。パリで開催された2017年世界レスリング選手権大会にも98kg級に出場したが、メダルは獲得できなかった。ファティ・バスキョイとの最初の試合に勝利したが、アルトゥール・アレクサニャンとの試合では敗れた。また、ハンガリーのブダペストで開催された2018年世界レスリング選手権大会では、97kg級の初戦で敗退。2019年、ハンコックはアルゼンチンブエノスアイレスで開催されたパンアメリカンレスリング選手権大会で銀メダルを獲得した。同年、ペルーのリマで開催されたパンアメリカン競技大会に米国代表として出場し、97kg級で銀メダルを獲得した。決勝まで進むが、ガブリエル・ロシージョに敗れる。カザフスタンヌルスルタンで開催された2019年世界レスリング選手権大会の97kg級にも出場し、2試合目でフランスのメロナン・ノウモンヴィに敗退。ハンコックは、2020年東京オリンピックに出場し、97kg級初戦ではセルビア代表のミハイル・カジャイアに勝利したが、ポーランド代表のタデウシュ・ミハリクに敗れた。ハンコックは2022年8月9日にレスリング引退を発表した。

### WWE
2022年8月、ハンコックはWWEと契約し、12月1日のNXTレベルアップにて、タビオン・ハイツのリングネームでチャニング・スタックス・ロレンゾとの試合でデビューを果たす。また、NXTブレイクアウトトーナメント予選でルカ・クルシフィーノを破って準決勝進出。準決勝では、オバ・フェミに敗れ、敗退した。

## 入場曲
- New Heights 現在使用中
- Triple Double